# Корниловка (Приморский край)
Корни́ловка — село в Анучинском районе Приморского края, входит в состав Чернышевского сельского поселения.

## География
Село Корниловка стоит в долине реки Арсеньевка (левобережье), на расстоянии примерно 10 км (по автодорогам через село Таёжка) от города Арсеньев и примерно 36 км (по автодорогам) от села Анучино, административного центра района.
Дорога к Корниловке отходит от автотрассы Осиновка — Рудная Пристань между селом Таёжка и городом Арсеньев, перед Корниловкой по левому берегу Арсеньевки (вверх по течению) идёт дорога к селу Шекляево.
К северо-западу от Корниловки расположены сёла Новотроицкое и Чернышевка.

## Население
| 2001 | 2002 | 2010 |
| ---- | ---- | ---- |
| 328  | ↘322 | ↘256 |

## Улицы
| - ул. Гражданская, - ул. Зелёная, - ул. Ломоносова, - ул. Новая, | - ул. Октябрьская, - ул. Первомайская, - ул. Полтавская, - ул. Советская. |

## Экономика
Сельскохозяйственные предприятия Анучинского района, рисоводство.